# Damián Manso
Damián Alejandro Manso (Rosario, 6 giugno 1979) è un ex calciatore argentino, di ruolo centrocampista.

## Carriera
Cresciuto nelle giovanili del Newell's Old Boys, con cui esordisce nel Campionato di calcio argentino nel 1996.
Nel 2001 si trasferisce in Francia al SC Bastia, e con la formazione corsa raggiunge la finale di Coppa di Francia, ma subisce un grave infortunio al ginocchio che sembra compromettergli la carriera.
Tornato al Newell's, passa per una breve parentesi all'Independiente, per poi rientrare nuovamente al Newell's con cui conquista il Torneo di Apertura 2004. Dopo aver subito un nuovo grave infortunio, ritenta l'avventura europea con lo Skoda Xanthi, formazione della massima divisione greca, quindi nell'agosto 2007 passa alla LDU Quito, della quale diventa uno dei giocatori più rappresentativi e con cui conquista il Campionato ecuadoriano 2007, la Coppa Libertadores 2008 e accede alla finale della Coppa del mondo per club FIFA 2008.Successivamente nel mercato di gennaio il Pachuca cede il giocatore a titolo definitivo allo Jaguares.

## Palmarès

### Club

#### Competizioni nazionali
- Campionato argentino: 1

Newell's Old Boys: Apertura 2004
- Campionato ecuadoriano: 1

LDU Quito: 2007

#### Competizioni internazionali
- Coppa Libertadores: 1

LDU Quito: 2008